# Aiuto ergogenico
Viene definito aiuto ergogenico ogni fattore esterno in grado di determinare un miglioramento delle performance fisiche. Questi fattori includono aiuti meccanici (come i tessuti ergogenici), aiuti farmacologici, aiuti fisiologici, aiuti nutrizionali e aiuti psicologici.
Gli aiuti ergogenici possono influenzare direttamente la capacità fisiologica del corpo umano migliorando le performance, rimuovendo impedimenti fisiologici che impattano sulla prestazione e/o aumentando la velocità di recupero dopo l'allenamento o la competizione.
Alcuni esempi sono gli steroidi, gli anabolizzanti, la caffeina, i tessuti ergogenici, la Beta-Alanina.